# Ferrovias Russas
Ferrovias Russas (RZD) (em russo:  Российские железные дороги [Rossískie jeléznie dorógui]) é a companhia ferroviária da Rússia. A empresa é uma das maiores companhias ferroviárias do mundo, com 1,2 milhão de funcionários e um monopólio dentro da Rússia. A extensão total da malha ferroviária usada pela RZD é de 85.500 km, uma das maiores do mundo.
A companhia é responsável por 3,6% do PIB russo, e detém o controle de 80% do transporte de passageiros e 82% do transporte de cargas no país. Por ano, aproximadamente 1,3 bilhão de passageiros e 1,3 bilhão de toneladas de cargas viajam via RZD. A empresa possui em torno de 20.000 locomotivas, 25.000 vagões de passageiros e 650.000 vagões de cargas.

## História

### Período imperial

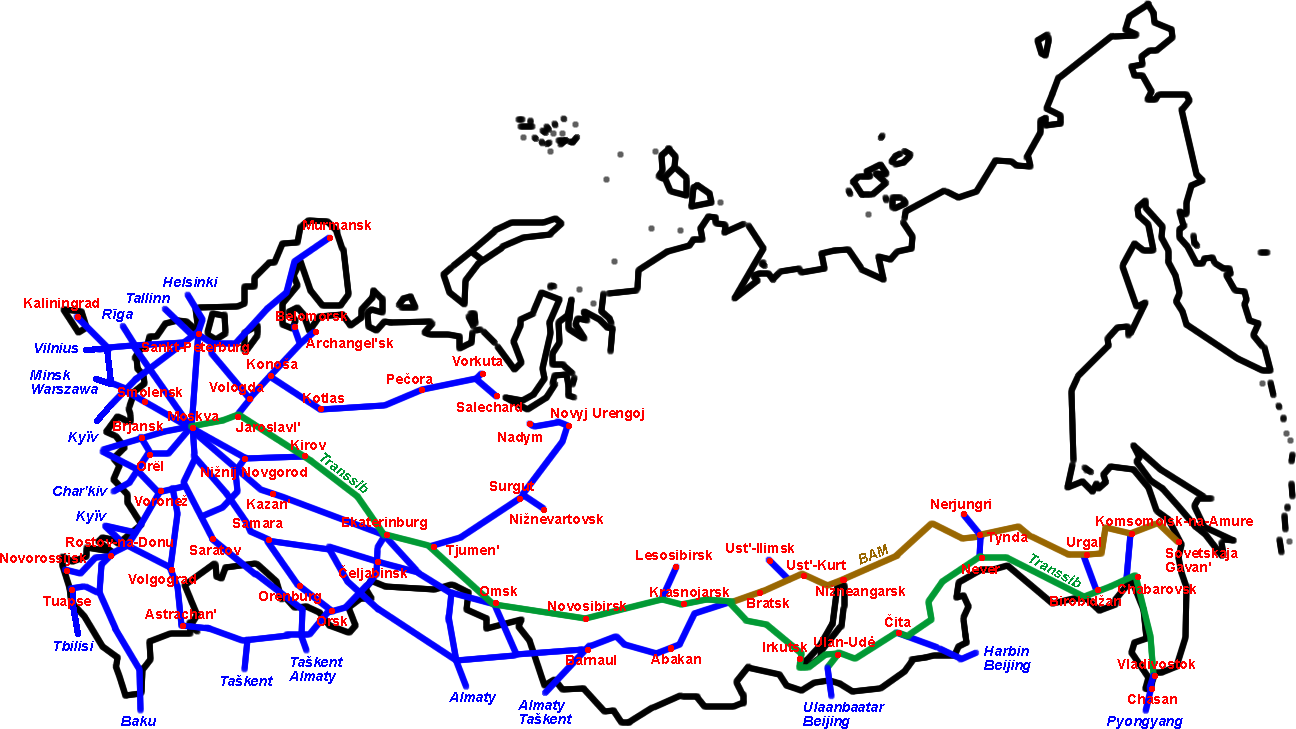
As linhas ferroviárias mais importantes da Rússia.

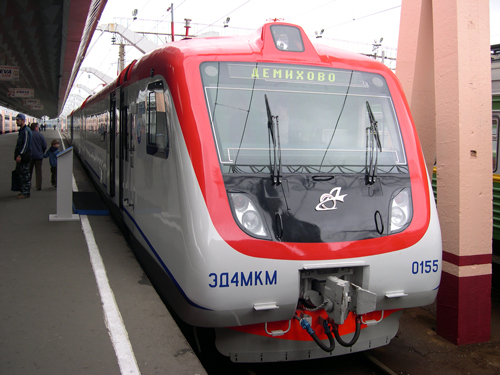
Uma unidade elétrica da RZD.

No início da década de 1830 os inventores russos Cherepanov (pai e filho) construíram a primeira locomotiva a vapor da Rússia. A primeira linha férrea foi construída na Rússia em 1837 entre São Petersburgo e Tsarskoye Selo. O Departamento de Ferrovias, posteriormente parte do Ministério de Comunicações da Rússia, foi criado no Império Russo em 1842 com a ordem para supervisionar a construção da primeira grande linha ferroviária da Rússia. A ferrovia ligou a capital imperial São Petersburgo e Moscou e foi construída entre 1842 e 1851.
Em 15 de junho de 1865, um decreto de Alexandre II criou o Ministério das Comunicações, absorvendo dessa forma o Departamento de Ferrovias.
A ferrovia Transiberiana, conectando Moscou e a Rússia europeia com as províncias russas orientais, Mongólia, China e o Mar do Japão, foi construída entre 1891 e 1916.

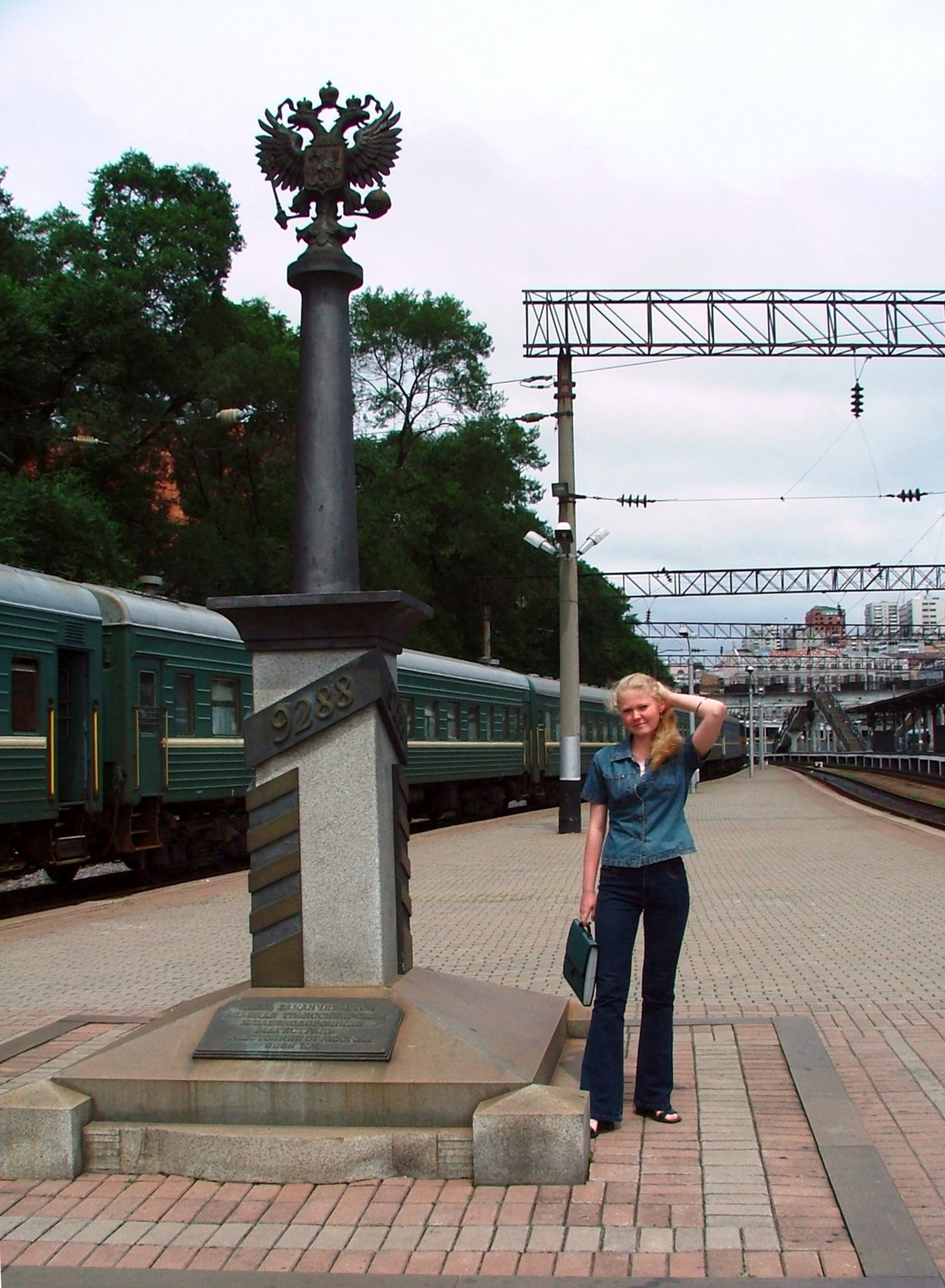
A marca do km 9288, no final da linha, em Vladivostok.

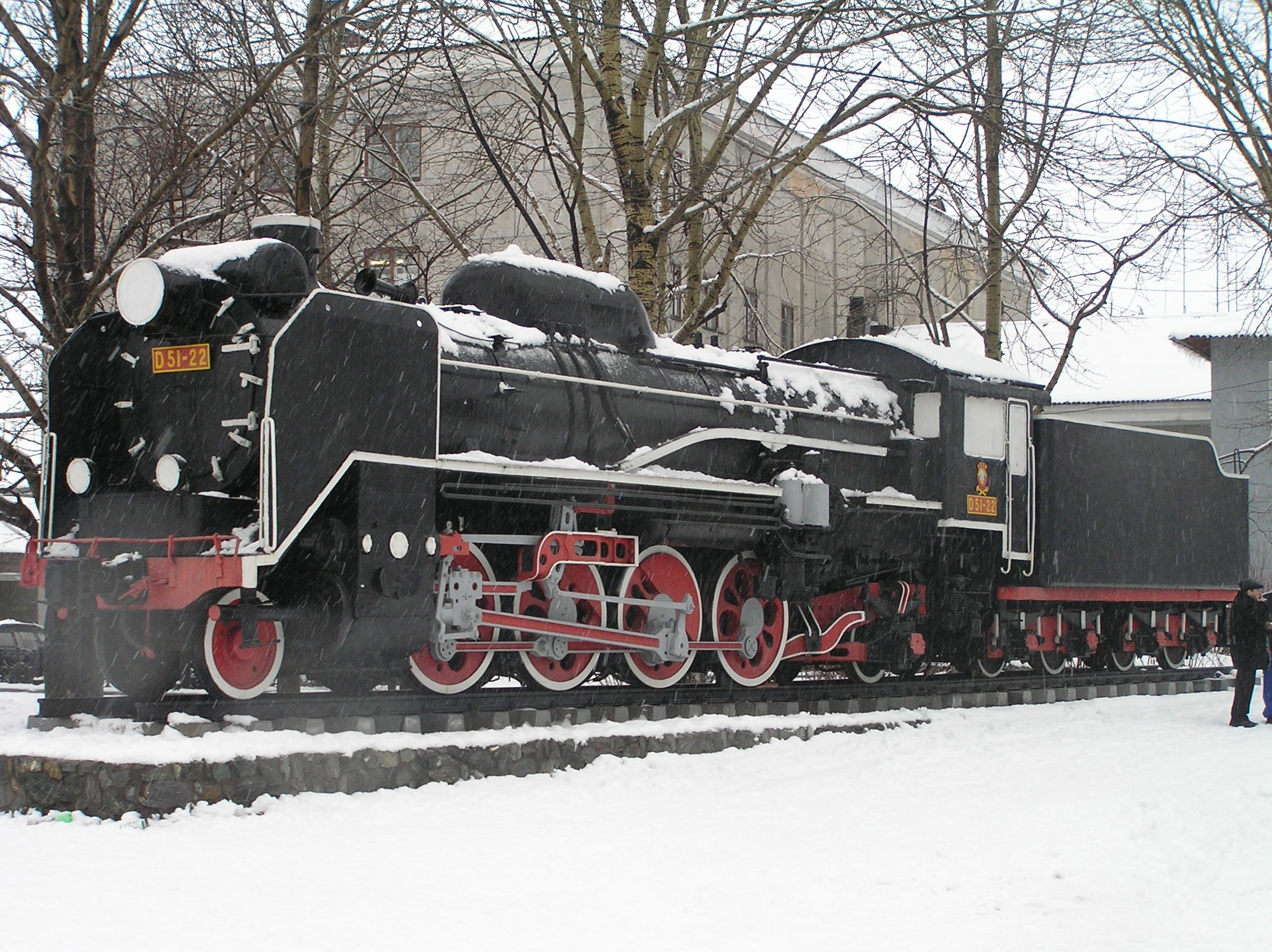
Locomotiva a vapor japonesa estacionada na estação de Yuzhno-Sakhalinsk, ilha Sacalina, Rússia.

Durante a Primeira Guerra Mundial e especialmente durante a Guerra Civil Russa, mais de 60% da rede ferroviária russa e mais de 80% dos vagões e locomotivas foram destruídos.

### Período soviético
No período soviético o Conselho de Ministros das Comunicações expandiu a rede ferroviária para uma extensão total de 106.100 km em 1940.
Durante a Grande Guerra Patriótica (Segunda Guerra Mundial) o sistema ferroviário tornou-se um exemplo vital a ser seguido para o transporte de militares, equipamentos e cargas para as linhas de frente e muitas vezes evacuando indústrias e cidades inteiras da Rússia europeia para a região dos Montes Urais e Sibéria.
Após a guerra a malha ferroviária soviética foi reconstruída e depois expandida para mais de 145.000 km de linhas férreas por adições como a Linha Baikal-Amur.

### Federação Russa
Depois do colapso da União Soviética o sistema ferroviário dividiu-se em sistemas nacionais entre as várias ex-repúblicas soviéticas.
Em 2003 uma vasta reforma estrutural foi implementada a fim de preservar a unidade da rede ferroviária e separar as funções de regulação estatal da administração operacional. Dessa forma, em 18 de setembro de 2003, o Decreto Nº 585 do Governo da Rússia estabeleceu a "Ferrovias Russas" como empresa de capital aberto, com controle estatal de 100% das ações.
O atual CEO da companhia é Vladimir Yakunin. Existem planos para privatização parcial da empresa no futuro.

## Atividades externas
A RZD quer operar as Ferrovias Armênias por 30 anos a partir de 2008. Durante esse período, ao menos 570 milhões de euros devem ser investidos, 90% para a infra-estrutura.
Na Coreia do Norte a RZD participa na ligação da linha de Tumangang a Rajin ao Mar do Japão e na construção de um terminal de contêineres em Rajin.